# Панфілово (Талгарський район)
Панфі́лово (каз. Панфилово) — село у складі Талгарського району Алматинської області Казахстану. Адміністративний центр Панфіловського сільського округу.
У радянські часи село називалось ім. Панфілова і мало статус смт.
Населення — 13428 осіб (2021; 9575 у 2009, 7402 у 1999, 7721 у 1989).